# Liste des monuments historiques de Scherwiller
Ce tableau présente la liste de tous les monuments historiques de Scherwiller (Bas-Rhin), classés ou inscrits.

## Monuments historiques
Selon la base Mérimée, il y a 9 monuments historiques à Scherwiller, inscrits ou classés.
Les châteaux de l'Ortenbourg et de Ramstein ont la même notice mais sont ici séparés.
| Monument                           | Adresse             | Coordonnées                      | Notice         | Protection | Date | Illustration                      |
| ---------------------------------- | ------------------- | -------------------------------- | -------------- | ---------- | ---- | --------------------------------- |
| Château de l'Ortenbourg ruines     |                     | 48° 17′ 45″ nord, 7° 23′ 32″ est | « PA00084970 » | Classé     | 1924 | Château de l'Ortenbourgruines     |
| Château de Ramstein ruines         |                     | 48° 17′ 40″ nord, 7° 23′ 18″ est | « PA00084970 » | Classé     | 1924 | Château de Ramsteinruines         |
| Corps de garde maison              |                     | 48° 17′ 09″ nord, 7° 25′ 10″ est | « PA00084972 » | Classé     | 1924 | Corps de gardemaison              |
| Maison oriel                       | 2, rue de la Mairie | 48° 17′ 09″ nord, 7° 25′ 12″ est | « PA00084973 » | Inscrit    | 1932 | Maisonoriel                       |
| Maison du Rabbin façades, toitures | 8, rue du Giessen   | 48° 17′ 09″ nord, 7° 25′ 24″ est | « PA00084971 » | Inscrit    | 1985 | Maison du Rabbinfaçades, toitures |
| Pont n° 1 pont                     |                     | 48° 17′ 32″ nord, 7° 22′ 47″ est | « PA00125222 » | Inscrit    | 1993 | Pont n° 1pont                     |
| Pont n° 2 pont                     |                     | 48° 17′ 33″ nord, 7° 22′ 39″ est | « PA00125223 » | Inscrit    | 1993 | Pont n° 2pont                     |
| Pont n° 3 pont                     |                     | 48° 17′ 46″ nord, 7° 22′ 12″ est | « PA00125224 » | Inscrit    | 1993 | Pont n° 3pont                     |
| Pont n° 4 pont                     |                     | à géolocaliser                   | « PA00125225 » | Inscrit    | 1993 | Image manquante Téléverser        |
| Synagogue ancienne synagogue       | Rue du Giessen      | 48° 17′ 10″ nord, 7° 25′ 24″ est | « PA00084974 » | Inscrit    | 1985 | Synagogueancienne synagogue       |

## Mobiliers historiques
Selon la base Palissy, il n'y a aucun objet monument historique à Scherwiller.